# Спектральная линия поглощения
Спектра́льная ли́ния поглоще́ния или тёмная спектра́льная ли́ния — особенность спектра, заключающаяся в понижении спектральной плотности излучения вблизи некоторой длины волны (частоты, энергии кванта).
Линии поглощения в электромагнитных спектрах образуются, когда излучение проходит через сравнительно холодное прозрачное вещество. Атомы обладают способностью поглощать кванты электромагнитного излучения строго определённых энергий (частот), а затем переизлучать их в произвольном направлении. В итоге масса вещества рассеивает в стороны излучение на некоторых частотах, и они не попадают к наблюдателю, образуя в наблюдаемом спектре темные (тусклые) участки — линии. 
Спектральные линии очень сильно атомарно-зависимы и могут быть использованы для определения химического состава практически любого тела или материала, которое пропускает через себя свет (обычно используется газ). Спектральные линии широко используются для определения химического состава звезд и других удаленных объектов космоса, которые не могут быть исследованы другими способами.